# Список депутатов Верховного Совета РСФСР II созыва
Верховный Совет РСФСР согласно Конституциям 1937 и 1978 годов является высшим органом государственной власти РСФСР. После изменения названия государства (декабрь 1991 г.) - Верховный Совет Российской Федерации.
Депутаты ВС РСФСР избирались по территориальным избирательным округам сначала по норме представительства, охватывавшей определенную численность населения. В связи с ростом населения росло и число депутатов ВС РСФСР, поэтому было решено установить твердую численность ВС РСФСР. По Конституции 1978 г. он состоял из 975 депутатов.
Согласно ст. 104 Конституции, ВС РСФСР правомочен решать все вопросы, отнесенные Конституцией СССР и Конституцией РСФСР к ведению РСФСР. Его исключительными правами были: принятие Конституции РСФСР, внесение в неё изменений, представление на утверждение ВС РСФСР образования новых автономных республик и автономных областей в составе РСФСР, утверждение государственных планов экономического и социального развития РСФСР, государственного бюджета РСФСР и отчетов об их исполнении, образование подотчетных ВС РСФСР органов. Законы РСФСР принимались либо ВС РСФСР, либо референдумом, проводимым по решению ВС РСФСР. ВС РСФСР проводил две сессии в год продолжительностью два-три дня. ВС РСФСР образовывал постоянные комиссии, которые работали в течение более длительного срока.
Депутаты Верховного Совета РСФСР II созыва были избраны после Великой Отечественной войны сроком на 4 года. (1947—1951)
Всего 750 депутатов.
| # А Б В Г Д Е Ё Ж З И К Л М Н О П Р С Т У Ф Х Ц Ч Ш Щ Э Ю Я |

## А
1. Абазова, Надежда Петровна, Дагестанская АССР
2. Абаимова, Пелагея Никитична, Мордовская АССР
3. Абраменков, Афанасий Степанович, Сталинград
4. Абрамов, Павел Васильевич, Москва
5. Абрамов, Фёдор Иванович, Горьковская область
6. Аброскин, Павел Иванович, Брянская область
7. Агаркова, Нина Александровна, Челябинск
8. Адо, Андрей Дмитриевич, Татарская АССР
9. Алёхин, Дмитрий Иванович, Курская область
10. Алмазова, Надежда Викторовна, Псковская область
11. Андреев, Александр Захарович, Рязанская область
12. Андреев, Андрей Андреевич, Новосибирск
13. Андреев, Евгений Ермилович, Воронежская область
14. Андреева, Зоя Ананьевна, Чувашская АССР
15. Андреева, Мария Ильинична, Калининская область
16. Андронов, Александр Александрович, Горький
17. Аникушин, Тихон Матвеевич, Брянская область
18. Анохина, Евдокия Ксенофонтовна, Ульяновская область
19. Антонов, Семён Афанасьевич, Молотовская область
20. Антонова, Александра Гурьевна, Хабаровский край
21. Ануфриева, Екатерина Андреевна, Архангельская область
22. Аплаев, Пётр Николаевич, Свердловская область
23. Арбулиев, Магомед Магомедович, Дагестанская АССР
24. Артамонов, Алексей Афанасьевич, Сталинградская область
25. Астахов, Матвей Иванович, Тульская область
26. Афанасьев, Александр Александрович, Архангельская область
27. Афанасьев, Илларион Афанасьевич, Орловская область
28. Афанасьев, Николай Порфирьевич, Курская область
29. Афонов, Иван Ильич, Астраханская область
30. Ахазов, Тимофей Аркадьевич, Чувашская АССР
31. Аюпова, Амина Нурулловна, Татарская АССР

## Б
1. Бабурина, Елизавета Филипповна, Москва — знатная ткачиха
2. Бабушкина, Варвара Петровна, Тюменская область — заведующая молочно-товарной фермой колхоза им.Кирова
3. Багаев, Сергей Иосифович, Свердловская область
4. Бадаев, Георгий Фёдорович, Ленинградская область
5. Байков, Иван Иванович, Хабаровский край
6. Балаева, Мария Ивановна, Башкирская АССР
7. Баранов, Иван Иванович, Московская область
8. Баранов, Николай Варфоломеевич, Ленинград
9. Баранова, Василиса Николаевна, Воронежская область
10. Баранова, Екатерина Евгеньевна, Иркутская область
11. Бардеева, Анна Сергеевна, Московская область
12. Барышников, Александр Георгиевич, Татарская АССР
13. Басавин, Иван Александрович, Читинская область
14. Басистый, Николай Ефремович, Крымская область
15. Баскаков, Иван Иванович, Новгородская область
16. Баскакова, Евдокия Семёновна, Воронежская область
17. Батамиров, Анатолий Михайлович, Алтайский край
18. Бахмуров, Пётр Васильевич, Свердловская область
19. Бахова, Евдокия Павловна, Ярославская область
20. Башек, Михаил Васильевич, Ленинград
21. Бедлова, Прасковья Павловна, Свердловская область
22. Белецкий, Георгий Николаевич, Молотовская область
23. Белкина, Александра Николаевна, Москва
24. Белобородов, Николай Михайлович, Башкирская АССР
25. Белорусец, Сергей Иванович, Рязанская область
26. Белоус, Сергей Максимович, Ленинград
27. Берёзин, Иван Емельянович, Ростовская область
28. Берия, Лаврентий Павлович, Москва
29. Беспалов, Николай Николаевич, Челябинск
30. Бещев, Борис Павлович, Пензенская область
31. Бирюков, Иван Ильич, Горьковская область
32. Бирюков, Николай Иванович, Горьковская область
33. Бияков, Иван Сергеевич, Омская область
34. Благирёв, Владимир Иванович, Новосибирск
35. Благонравов, Анатолий Аркадьевич, Свердловская область
36. Богаткин, Владимир Николаевич, Ленинград
37. Богатко, Александр Николаевич, Алтайский край
38. Богатырёва, Александра Михайловна, Ивановская область
39. Бойцов, Иван Павлович, Ставропольский край
40. Болдин, Иван Васильевич, Особый избирательный округ
41. Болдырёв, Пётр Тимофеевич, Архангельская область — машинист Печорской железной дороги
42. Бондаренко, Алексей Дмитриевич, Брянская область
43. Борин, Константин Александрович, Краснодарский край
44. Борискин, Леонтий Исаакович, Московская область
45. Борисов, Василий Андреевич, Калининградская область
46. Борисов, Семён Захарович, Якутская АССР
47. Бородкина, Мария Терентьевна, Курганская область
48. Бортаковский, Иван Иванович, Рязанская область
49. Бочкарёв, Александр Панкратьевич, Куйбышевская область
50. Бочкин, Андрей Ефимович, Ставропольский край
51. Брант, Георгий Ростиславович, Владимирская область
52. Брюхов, Сергей Алексеевич, Костромская область
53. Бубнов, Алексей Александрович, Ленинград
54. Булатов, Фатых Гарипович, Татарская АССР
55. Булганин, Николай Александрович, Москва
56. Бурдин, Иван Николаевич, Красноярский край
57. Бурыличев, Павел Григорьевич, Московская область
58. Бурова, Вера Васильевна, Чкаловская область — заслуженная учительница РСФСР
59. Бутузов, Сергей Михайлович, Красноярский край
60. Бутченко, Фёдор Алексеевич, Ростовская область
61. Бухарова, Мария Прохоровна, Брянская область
62. Быховский, Абрам Исаевич, Молотов

## В
1. Вагапов, Сабир Ахмедьянович, Башкирская АССР
2. Валиуллин, Хазиб Валиуллович, Татарская АССР
3. Валуев, Яков Петрович, Смоленская область
4. Вараксова, Александра Николаевна, Краснодарский край
5. Варюшенков, Борис Николаевич, Московская область
6. Василенко, Иван Михайлович, Алтайский край
7. Васильев, Александр Анисимович, Воронежская область
8. Васильев, Дмитрий Ефимович, Омская область
9. Васильев, Николай Михайлович, Московская область
10. Васильева, Клавдия Александровна, Удмуртская АССР
11. Вендэ, Ольга Денисовна, Смоленская область
12. Веров, Филипп Фёдорович, Молотовская область
13. Ветров, Иван Ильич, Алтайский край
14. Викторова, Валентина Васильевна, Горький
15. Виноградов, Василий Иванович, Особый избирательный округ
16. Виноградова, Наталья Ивановна, Калининская область
17. Вислов, Иван Макарович, Рязанская область
18. Висляев, Пётр Иванович, Московская область
19. Вишняков, Алексей Антонович, Чкаловская область
20. Владимиров, Владимир Никифорович, Горьковская область
21. Власов, Иван Алексеевич, Рязанская область
22. Вознесенский, Николай Алексеевич, Тульская область
23. Волгин, Вячеслав Петрович, Ставропольский край
24. Волков, Владимир Александрович, Московская область
25. Воробьёв, Александр Александрович, Свердловская область
26. Воробьёв, Владимир Васильевич, Чкаловская область
27. Воробьёв, Михаил Петрович, Иркутская область
28. Вороничев, Михаил Парамонович, Ярославская область
29. Воронов, Геннадий Иванович, Читинская область
30. Воронцов, Павел Степанович, Калининская область
31. Воронцова, Ксения Ивановна, Новосибирск
32. Ворошилов, Климент Ефремович, Сталинград
33. Вострухов, Владимир Иванович, Калининская область

## Г
1. Гагурин, Иван Фёдорович, Калининская область
2. Гайгалас, Анастасия Константиновна, Красноярский край
3. Галаджев, Сергей Фёдорович, Особый избирательный округ
4. Галеев, Фазий Минигалеевич, Башкирская АССР
5. Гаркушенко, Константин Григорьевич, Ростов
6. Гвишиани, Михаил Максимович, Приморский край
7. Гедыгушев, Ахмед Умахожевич, Ставропольский край
8. Герасимов, Александр Михайлович, Вологодская область
9. Герасимов, Александр Михайлович, Тамбовская область
10. Герасимов, Павел Константинович, Татарская АССР
11. Глаголев, Василий Васильевич, Омская область
12. Глашкина, Анна Михайловна, Тульская область
13. Глебов, Фёдор Иванович, Горьковская область
14. Глухов, Павел Никитич, Саратовская область
15. Говорков, Владимир Иванович, Смоленская область
16. Гоглев, Семён Иванович, Вологодская область
17. Голев, Яков Ильич, Башкирская АССР
18. Голенков, Владимир Иванович, Новосибирская область
19. Голиков, Филипп Иванович, Воронежская область
20. Головин, Аким Филиппович, Свердловская область
21. Головин, Владимир Порфирьевич, Свердловск
22. Голодников, Илья Николаевич, Орловская область
23. Голосов, Алексей Александрович, Ярославская область
24. Голубев, Николай Васильевич, Курская область
25. Голубков, Пётр Васильевич, Саратов
26. Гончаров, Захар Иванович, Сталинградская область
27. Гончаров, Фёдор Прокофьевич, Краснодарский край
28. Гопко, Анна Куприяновна, Саратовская область — председатель колхоза им. XVIII партсъезда
29. Горбатов, Борис Леонтьевич, Брянская область
30. Горбач, Никита Николаевич, Красноярский край
31. Горбачёва, Нина Дмитриевна, Курская область — машинист Курской железной дороги
32. Горбенко, Иван Иванович, Ростовская область
33. Горбунов, Василий Петрович, Калининградская область
34. Горгонов, Иван Иванович, Московская область
35. Горегляд, Алексей Адамович, Крымская область
36. Горемыкин, Пётр Николаевич, Воронежская область
37. Горишний, Василий Акимович, Калужская область
38. Горнов, Николай Александрович, Хабаровский край
39. Горшков, Иосиф Степанович, Тамбовская область
40. Горячев, Фёдор Степанович, Тюменская область
41. Греков, Борис Дмитриевич, Саратов
42. Гридин, Николай Степанович, Архангельская область
43. Гритасова, Марфа Васильевна, Краснодарский край
44. Гриценко, Александр Васильевич, Орловская область
45. Гришечкина, Пелагея Ивановна, Смоленская область
46. Громов, Григорий Петрович, Ростовская область
47. Груздева, Анна Ивановна, Владимирская область
48. Губин, Константин Александрович, Московская область
49. Гудве, Сергей Валериянович, Курская область
50. Гумилевская, Вера Сергеевна, Тульская область
51. Гурина, Зинаида Алексеевна, Москва
52. Гусев, Григорий Иванович, Челябинская область
53. Гучева, Прасковья Ивановна, Брянская область

## Д
1. Давыдов, Сергей Васильевич, Москва
2. Давыдова, Вера Александровна, Москва
3. Дадонов, Фёдор Никитич, Челябинская область
4. Далматов, Иван Петрович, Красноярский край
5. Даниленко, Семён Никифорович, Курская область
6. Данилов, Николай Николаевич, Москва — секретарь Московского горкома ВКП(б) по пропаганде
7. Дегтярёв, Иван Петрович, Курганская область
8. Дегтярь, Дмитрий Данилович, Великолукская область
9. Деза, Николай Сергеевич, Тамбовская область
10. Деканозов, Владимир Георгиевич, Ивановская область
11. Дементьева, Зинаида Николаевна, Ленинградская область — председатель правления колхоза
12. Державин, Александр Иванович, Ставропольский край
13. Дерябин, Степан Андреевич, Курганская область
14. Дикушин, Владимир Иванович, Москва
15. Динмухаметов, Галей Афзалетдинович, Татарская АССР
16. Домрачёв, Александр Васильевич, Ульяновская область
17. Дроздов, Владимир Васильевич, Чкаловская область
18. Дьяченко, Татьяна Петровна, Курская область

## Е
1. Евграфова, Татьяна Петровна, Калужская область
2. Евсеенко, Михаил Андрианович, Башкирская АССР
3. Егоров, Алексей Андреевич, Краснодарский край
4. Елецких, Мария Дмитриевна, Орловская область — звеньевая артели «Победа пятилетки»
5. Елян, Амо Сергеевич, Горьковская область
6. Емельянов, Дмитрий Иванович, Омская область
7. Еремеева, Галина Ивановна, Смоленская область
8. Ефстифеев, Михаил Фёдорович, Калининская область

## Ж
1. Жданов, Андрей Александрович, Ленинград
2. Железцов, Дмитрий Фёдорович, Астраханская область
3. Жиганов, Назиб Гаязович, Татарская АССР
4. Жигарев, Павел Фёдорович, Особый избирательный округ
5. Жильцов, Николай Васильевич, Горьковская область
6. Жолнин, Сергей Андреевич, Москва

## З
1. Загорская, Мария Ивановна, Читинская область
2. Заикин, Иван Васильевич, Челябинская область
3. Зайцева, Степанида Михеевна, Бурят-Монгольская АССР
4. Захаров, Алексей Петрович (депутат), Московская область
5. Захаров, Андрей Иванович, Якутская АССР
6. Захаров, Матвей Васильевич, Курганская область
7. Захаров, Митрофан Прохорович, Курская область
8. Захаров, Семён Егорович, Приморский край
9. Захватаев, Никанор Дмитриевич, Приморский край
10. Захваткина, Ираида Прокопьевна, Молотов
11. Зачепа, Иван Иванович, Молотовская область
12. Зенова, Клавдия Ефимовна, Москва — мастер завода «Красный богатырь»
13. Зимин, Иван Николаевич, Калининская область
14. Зимина, Клавдия Андреевна, Ленинград
15. Зинченко, Василий Емельянович, Краснодарский край
16. Зорин, Иван Васильевич, Чкаловская область
17. Зотов, Иван Тихонович, Ульяновская область
18. Зубович, Иван Герасимович, Саратовская область
19. Зуева, Татьяна Михайловна, Тамбовская область
20. Зырянов, Павел Иванович, Приморский край

## И
1. Иванов, Ананий Макарович, Приморский край
2. Иванов, Всеволод Николаевич, Красноярский край
3. Иванов, Иван Иванович, Воронежская область
4. Иванов, Илья Андреевич, Тамбовская область
5. Иванов, Илья Иванович, Ленинград
6. Иванов, Николай Григорьевич, Удмуртская АССР
7. Игнатова, Лидия Ивановна, Московская область
8. Измайлова, Галия Гилязевна, Татарская АССР
9. Изюмов, Алексей Фёдорович, Читинская область
10. Ильенко, Марк Михайлович, Брянская область
11. Ильин, Григорий Маркелович, Москва
12. Ильичёв, Леонид Фёдорович, Чкаловская область
13. Илюхина, Мария Титовна, Пензенская область — звеньевая колхоза им. Энгельса
14. Иноземцева, Агриппина Матвеевна, Саратовская область
15. Исаенко, Николай Анисимович, Астраханская область
16. Исаков, Иван Степанович, Саратовская область
17. Исаковский, Михаил Васильевич, Смоленская область
18. Истомин, Николай Александрович, Тюменская область
19. Ишкинина, Шакира Гарифовна, Башкирская АССР

## К
1. Каганович, Лазарь Моисеевич, Свердловск
2. Каде, Халид Баткериевич, Краснодарский край
3. Каиров, Иван Андреевич, Куйбышевская область
4. Калинников, Трофим Георгиевич, Хабаровский край
5. Калмыкова, Евдокия Никифоровна, Курская область
6. Каретникова, Анна Ивановна, Свердловская область
7. Карпуничева, Екатерина Александровна, Вологодская область
8. Картавенко, Павел Николаевич, Брянская область
9. Катаев, Валентин Петрович, Москва
10. Катков, Николай Никитич, Куйбышевская область
11. Квашин, Константин Васильевич, Грозненская область
12. Киреев, Сергей Яковлевич, Горький
13. Кирпиков, Борис Петрович, Особый избирательный округ
14. Кирчанская, Татьяна Тимофеевна, Грозненская область
15. Киселёв, Виктор Иванович, Саратовская область
16. Киселёва, Анна Николаевна, Алтайский край
17. Киселёва, Татьяна Борисовна, Великолукская область — партизанка, секретарь Великолукского обкома ВЛКСМ
18. Кислин, Семён Иванович, Куйбышевская область
19. Кислицына, Ольга Ефимовна, Чкаловская область
20. Клюева, Нина Георгиевна, Москва
21. Коврова, Прасковья Николаевна, Рязанская область — знатная колхозница Шиловского района
22. Кожаринов, Владимир Васильевич, Ленинград
23. Кожевников, Леонид Иванович, Кировская область
24. Кожелева, Мария Ивановна, Алтайский край
25. Кожухов, Александр Васильевич, Красноярский край
26. Козлов, Алексей Иванович, Ярославская область
27. Козлов, Василий Павлович, Костромская область
28. Козлова, Олимпиада Васильевна, Московская область
29. Козо-Полянский, Борис Михайлович, Воронежская область
30. Колесников, Пантелеймон Никифорович, Воронежская область
31. Колесников, Порфирий Константинович, Чкаловская область
32. Колосовская, Валентина Фёдоровна, Свердловск
33. Колотушкина, Таисия Митрофановна, Воронежская область
34. Колотыркин, Иван Михайлович, Москва
35. Колпаков, Иван Васильевич, Вологодская область
36. Колышев, Евгений Фёдорович, Кемеровская область
37. Комлев, Матвей Кондратьевич, Омская область
38. Конасов, Борис Михайлович, Ленинградская область
39. Кондаков, Пётр Павлович, Новосибирская область
40. Кондратьев, Анатолий Дмитриевич, Кировская область
41. Кондрашова, Екатернина Ксенофонтовна, Пензенская область
42. Коновалов, Иван Васильевич, Свердловская область
43. Корешков, Михаил Егорович, Московская область
44. Корепанов, Павел Петрович, Вологодская область
45. Коробов, Михаил Иванович, Псковская область
46. Коробцова, Пелагея Андреевна, Ростовская область
47. Коровецкая, Наталья Никифоровна, Орловская область
48. Королёва, Екатерина Фёдоровна, Омская область
49. Коротков, Сергей Трофимович, Псковская область
50. Костенко, Василий Дементьевич, Краснодарский край
51. Кострикова, Елизавета Мироновна, Кировская область
52. Костылев, Валентин Иванович, Горький
53. Костяк, Гавриил Иванович, Северо-Осетинская АССР
54. Косыгин, Алексей Николаевич, Ленинградская область
55. Коханский, Василий Аркадьевич, Читинская область
56. Кочергина, Софья Никитична, Воронежская область
57. Кошкарова, Вера Сергеевна, Алтайский край
58. Кравчук, Павел Федосеевич, Горьковская область
59. Крапивин, Сергей Васильевич, Кемеровская область
60. Крапчин, Иван Георгиевич, Орловская область
61. Красавченко, Николай Прокофьевич, Московская область
62. Краснова, Мария Александровна, Московская область
63. Кропачёва, Мария Вячеславовна, Ленинград
64. Круглов, Виталий Михайлович, Калининская область
65. Крупин, Дмитрий Васильевич, Ростовская область
66. Крылов, Александр Васильевич, Воронежская область
67. Крылов, Николай Иванович, Особый избирательный округ
68. Кувшинова, Клавдия Сергеевна, Калининградская область
69. Кувыкин, Степан Иванович, Башкирская АССР
70. Кудаев, Черим Карамурзович, Кабардинская АССР
71. Кудрина, Капиталина Ивановна, Новосибирская область
72. Кузнецов, Алексей Александрович, Ленинград
73. Кузнецов, Владимир Дмитриевич, Томская область
74. Кузнецов, Иван Степанович, Костромская область
75. Кузнецов, Николай Дмитриевич, Алтайский край
76. Кузнецов, Фёдор Федотович, Ульяновская область
77. Куклина, Наталья Павловна, Кировская область
78. Кулаков, Николай Михайлович, Краснодарский край
79. Кулахметова, Амина Галеевна, Татарская АССР
80. Кулешов, Спиридон Алексеевич, Ростовская область
81. Кулик, Сергей Николаевич, Омская область — председатель колхоза «Труд Ленина»
82. Куперт, Василий Иванович, Томская область
83. Куприянов, Иван Михайлович, Московская область
84. Купцова, Феодора Павловна, Горьковская область
85. Кураков, Алексей Николаевич, Тульская область — потомственный тульский оружейник
86. Курваналиева, Кузейбат, Дагестанская АССР
87. Курская, Зоя Михайловна, Красноярский край
88. Куршев, Александр Николаевич, Саратовская область
89. Курылёва, Ираида Ивановна, Горьковская область
90. Кусимов, Тагир Таипович, Башкирская АССР
91. Кутуков, Александр Иванович, Саратовская область
92. Кучеров, Василий Максимович, Бурят-Монгольская АССР
93. Кушаков, Афанасий Ефремович, Кемеровская область
94. Куянова, Татьяна Матвеевна, Омская область — учительница из г.Тары

## Л
1. Лавочкин, Семён Алексеевич, Воронежская область
2. Лаврентьев, Константин Иванович, Томская область
3. Лавринёнков, Владимир Дмитриевич, Смоленская область
4. Латунов, Иван Сергеевич, Архангельская область
5. Лебедева, Евдокия Васильевна, Ивановская область
6. Лебедев-Кумач, Василий Иванович, Кировская область
7. Лебедков, Григорий Дмитриевич, Астраханская область
8. Левченко, Гордей Иванович, Калининградская область
9. Лемонова, Вера Петровна, Мордовская АССР
10. Леонов, Дмитрий Сергеевич, Хабаровский край
11. Леонтьев, Борис Владимирович, Калининская область
12. Лесик, Павел Иванович, Крымская область
13. Лиманский, Кузьма Архипович, Курская область
14. Лисицын, Виктор Николаевич, Новосибирск
15. Лиховидов, Семён Фёдорович, Ростовская область
16. Лобанов, Василий Васильевич, Хабаровский край
17. Лобанов, Владимир Васильевич, Алтайский край
18. Лобанов, Павел Павлович, Омская область
19. Лобков, Вячеслав Николаевич, Татарская АССР
20. Лопатин, Александр Афиногенович, Кировская область
21. Лопатин, Георгий Иванович, Марийская АССР
22. Лосева, Клавдия Константиновна, Вологодская область
23. Лоскутникова, Агафья Нестеровна, Курганская область
24. Лоскутов, Иван Кузьмич, Горький
25. Луканин, Дмитрий Ефимович, Калужская область
26. Лукьянова, Анна Васильевна, Ленинград — помощник мастера Ленинградского прядильно-ниточного комбината им. Кирова
27. Лупинов, Захар Петрович, Челябинская область — обер-мастер мартеновского цеха Магнитогорского металлургического комбината
28. Луценко, Семён Васильевич, Ставропольский край
29. Лыкова, Ульяна Фёдоровна, Кемеровская область
30. Лысенко, Александр Карпович, Воронежская область
31. Лыткин, Борис Григорьевич, Мурманская область

## М
1. Мавлютова, Магрифа Закиевна, Башкирская АССР
2. Магомедов, Расул Магомедович, Дагестанская АССР
3. Маеголов, Александр Константинович, Рязанская область
4. Мажаев, Фёдор Трофимович, Мордовская АССР
5. Мазуровская, Ольга Эрнестовна, Чкаловская область
6. Майоров, Михаил Максимович, Тамбовская область
7. Майоров, Прокопий Васильевич, Москва
8. Макаров, Александр Фёдорович, Грозненская область
9. Макаров, Валентин Иванович, Ростовская область
10. Макаров, Иван Яковлевич, Якутская АССР
11. Макаров, Михаил Иванович, Красноярский край
12. Максименко, Семён Савельевич, Новосибирская область
13. Максимов, Иван Иванович, Костромская область
14. Максимова, Анастасия Игнатьевна, Калужская область
15. Маландин, Герман Капитонович, Кировская область
16. Малахов, Михаил Иванович, Московская область
17. Малеев, Михаил Григорьевич, Курская область
18. Маленков, Георгий Максимилианович, Московская область
19. Малинина, Прасковья Андреевна, Костромская область
20. Малышкина, Анна Александровна, Новосибирская область
21. Малькевич, Леонид Петрович, Челябинская область
22. Марасанов, Александр Ксенофонтович, Владимирская область
23. Мареев, Василий Михайлович, Свердловская область
24. Маричева, Александра Тихоновна, Красноярский край
25. Марков, Владимир Михайлович, Ярославская область
26. Маркова, Антонина Ивановна, Ленинградская область — заслуженная учительница РСФСР
27. Матвеев, Алексей Николаевич, Калининская область
28. Матвиенко, Алексей Дорофеевич, Хабаровский край — бригадир рыболовецкой бригады рыбокомбината им. Микояна (Усть-Большерецкий район)
29. Машанский, Фёдор Исаакович, Ленинград
30. Машков, Пётр Ксенофонтович, Сталинградская область
31. Мелешко, Афанасия Николаевна, Свердловская область
32. Мельник, Дмитрий Никанорович, Хабаровский край
33. Мерцлин, Роман Викторович, Молотовская область
34. Метусова, Фёкла Васильевна, Алтайский край
35. Мешалкин, Александр Алексеевич, Ярославская область — кузнец Щербаковского машиностроительного завода
36. Мещанинов, Иван Иванович, Ленинград
37. Микоян, Анастас Иванович, Ростов
38. Милицкий, Василий Иванович, Татарская АССР
39. Милова, Евдокия Сергеевна, Саратовская область — работница завода «Большевик»
40. Миронов, Матвей Васильевич, Иркутская область
41. Миронов, Николай Михайлович, Горьковская область
42. Миротворцев, Николай Николаевич, Рязанская область
43. Митрохин, Тихон Борисович, Ярославская область
44. Митряшов, Семён Трофимович, Чувашская АССР
45. Михайлин, Василий Павлович, Молотов
46. Михайлова, Екатерина Ивановна, Брянская область
47. Мишина, Екатерина Дементьевна, Москва — старший машинист Московского метрополитена
48. Моликов, Сергей Иванович, Курганская область
49. Молотов, Вячеслав Михайлович, Москва
50. Мордвинов, Аркадий Григорьевич, Мордовская АССР
51. Морокин, Иван Петрович, Ивановская область
52. Морская, Мария Евсеевна, Ростовская область — колхознца артели «Сальская степь»
53. Москвин, Василий Арсентьевич, Кемеровская область
54. Москов, Николай Андрианович, Воронежская область
55. Мосолов, Василий Петрович, Марийская АССР
56. Мочалова, Анна Ефимовна, Новгородская область — старейшая учительница области
57. Мошкина, Александра Ивановна, Кировская область
58. Муратов, Зиннят Ибетович, Татарская АССР
59. Мурзина, Олимпиада Николаевна, Кемеровская область
60. Музруков, Борис Глебович, Свердловск
61. Мухаркин, Дмитрий Петрович, Свердловская область
62. Мухина, Зинаида Семёновна, Челябинская область
63. Мыларщиков, Владимир Павлович, Московская область

## Н
1. Найдёнова, Ольга Сергеевна, Рязанская область
2. Насонкина, Наталья Ивановна, Тамбовская область
3. Наумов, Алексей Васильевич, Смоленская область
4. Наумов, Николай Александрович, Краснодарский край
5. Неклюдов, Виктор Николаевич, Ульяновская область
6. Некрасов, Алексей Семёнович, Курская область
7. Некрасова-Попова, Вера Александровна, Крымская область
8. Немцев, Сергей Александрович, Красноярский край
9. Несмеянов, Александр Николаевич, Кемеровская область
10. Нестеров, Александр Михайлович, Алтайский край
11. Нехайло, Вера Семёновна, Краснодарский край
12. Никаноров, Василий Иванович, Крымская область
13. Никитин, Михаил Никитич, Новосибирск
14. Никитченко, Иона Тимофеевич, Новосибирская область
15. Николашин, Фёдор Павлович, Тамбовская область
16. Никольский, Иннокентий Михайлович, Иркутская область
17. Новиков, Иван Кузьмич, Москва
18. Новохатовская, Надежда Георгиевна, Сталинградская область
19. Носов, Фёдор Степанович, Калужская область
20. Нуждов, Николай Ильич, Особый избирательный округ
21. Ныробцев, Григорий Фомич, Молотовская область
22. Няшин, Михаил Степанович, Молотовская область

## О
1. Облоухова, Прасковья Алексеевна, Калужская область
2. Одинцов, Георгий Федотович, Ленинградская область
3. Одновалов, Павел Елисеевич, Псковская область
4. Ожёгов, Максим Минаевич, Кировская область
5. Окулов, Василий Андреевич, Татарская АССР
6. Оника, Дмитрий Григорьевич, Ростовская область
7. Органов, Николай Николаевич, Приморский край
8. Орлов, Алексей Георгиевич, Москва
9. Орлов, Иван Михайлович, Пензенская область
10. Орлов, Сергей Алексеевич, Калужская область
11. Осипов, Артемий Павлович, Ярославская область
12. Охотникова, Мария Лукинична, Марийская АССР

## П
1. Павлов, Яков Федотович, Новгородская область
2. Палыпов, Салим Билалович, Татарская АССР
3. Панин, Александр Павлович, Свердловская область
4. Панина, Пелагея Родионовна, Тамбовская область
5. Панкрушев, Александр Иванович, Челябинск
6. Панченко, Николай Андреевич, Сталинградская область
7. Папков, Борис Николаевич, Ставропольский край
8. Пастушенко, Пётр Никитич, Ростовская область
9. Патоличев, Николай Семёнович, Челябинская область
10. Патракеев, Михаил Иванович, Владимирская область
11. Перцев, Михаил Андреевич, Челябинская область
12. Петров, Николай Григорьевич, Новгородская область
13. Петрухин, Александр Трофимович, Крымская область
14. Печкин, Пётр Фёдорович, Алтайский край
15. Пигалев, Дмитрий Матвеевич, Сталинград
16. Пирожков, Павел Никифорович, Рязанская область
17. Пискунова, Надежда Тимофеевна, Хабаровский край
18. Питиримова, Зинаида Александровна, Вологодская область
19. Пишулина, Варвара Григорьевна, Воронежская область — председатель колхоза им. 9 января
20. Платонов, Василий Иванович, Мурманская область
21. Плестун, Анастасия Гавриловна, Приморский край
22. Плесцов, Сергей Иннокентьевич, Саратовская область
23. Плотников, Николай Петрович, Москва
24. Покровский, Михаил Владимирович, Чувашская АССР
25. Полушкин, Матвей Васильевич, Ивановская область
26. Поляков, Алексей Михайлович, Сталинградская область
27. Полякова, Анна Николаевна, Горьковская область
28. Попков, Пётр Сергеевич, Ленинград
29. Попов, Василий Фёдорович, Татарская АССР
30. Попов, Георгий Михайлович, Москва
31. Попова, Евдокия Михайловна, Куйбышев
32. Попова, Нина Васильевна, Куйбышев
33. Попова, Тамара Игнатьевна, Кировская область
34. Поповский, Алексей Александрович, Орловская область
35. Поройкова, Елизавета Дмитриевна, Костромская область
36. Поскрёбышев, Александр Николаевич, Башкирская АССР
37. Правдин, Николай Александрович, Ивановская область
38. Пресняков, Дмитрий Петрович, Орловская область
39. Приймак, Александра Кузьминична, Краснодарский край
40. Прокофьев, Алексей Макарович, Смоленская область
41. Прокошин, Фёдор Сергеевич, Горький
42. Пронин, Алексей Михайлович, Особый избирательный округ
43. Пронин, Михаил Михайлович, Особый избирательный округ
44. Пронин, Николай Ильич, Алтайский край
45. Пронникова, Ольга Ивановна, Хабаровский край — врач-эпидемиолог из Комсомольска-на-Амуре
46. Прохватилов, Василий Тимофеевич, Сталинградская область
47. Прохоров, Яков Михайлович, Московская область
48. Прочко, Игнатий Степанович, Курская область
49. Прощалыкин, Алексей Семёнович, Тульская область
50. Пчеляков, Александр Павлович, Свердловская область

## Р
1. Раков, Василий Андреевич, Куйбышевская область
2. Ратнер, Шахно Израилевич, Хабаровский край
3. Ратников, Василий Иванович, Вологодская область
4. Рванцев, Фёдор Селиверстович, Кировская область
5. Ревенко, Гликерия Степановна, Курская область
6. Редькин, Николай Ефимович, Краснодарский край
7. Речкалов, Иван Васильевич, Новгородская область
8. Решетов, Серафим Николаевич, Великолукская область
9. Родимцев, Александр Ильич, Чкаловская область
10. Родионов, Михаил Иванович, Горьковская область
11. Романычев, Сергей Дмитриевич, Татарская АССР
12. Российская, Вера Васильевна, Владимирская область
13. Рочев, Иван Алексеевич, Коми АССР
14. Рубанова, Вера Никитична, Крымская область
15. Рудаков, Александр Васильевич, Иркутская область
16. Рукавицина, Ариадна Николаевна, Иркутская область
17. Русин, Михаил Дмитриевич, Удмуртская АССР
18. Рыжов, Никита Семёнович, Калининская область
19. Рябов, Гавриил Георгиевич, Мордовская АССР
20. Рябчиков, Николай Петрович, Марийская АССР
21. Рязанова, Анастасия Фёдоровна, Московская область

## С
1. Сабуров, Максим Захарович, Новгородская область
2. Савельев, Дмитрий Фёдорович, Удмуртская АССР
3. Савельева, Васса Васильевна, Калининская область
4. Савин, Михей Яковлевич, Тюменская область
5. Садриева, Фаузия Садриевна, Татарская АССР
6. Садчиков, Михаил Васильевич, Саратовская область
7. Сазанова, Анна Прокофьевна, Ставропольский край
8. Саланов, Алексей Михайлович, Кировская область
9. Салтыков, Михаил Иванович, Вологодская область
10. Самсонов, Константин Яковлевич, Москва
11. Сараев, Фёдор Трифонович, Читинская область
12. Саратовских, Владимир Афанасьевич, Кемеровская область
13. Сарычева, Мария Васильевна, Москва
14. Сафонов, Григорий Николаевич, Удмуртская АССР
15. Сафонов, Михаил Иванович, Ленинградская область
16. Сафронов, Арсений Михайлович, Башкирская АССР
17. Сафронов, Илья Сергеевич, Молотовская область
18. Сбытов, Николай Александрович, Московская область
19. Светлаков, Николай Иванович, Кировская область
20. Свирин, Иван Иванович, Курская область
21. Свистунов, Александр Евдокимович, Воронежская область — секретарь Воронежского обкома ВКП(б)
22. Седых, Анастасия Ивановна, Воронежская область
23. Селезнёв, Пётр Иануарьевич, Краснодарский край
24. Селиванова, Анна Сергеевна, Саратовская область
25. Селиванова, Раиса Филипповна, Куйбышевская область
26. Селивановский, Николай Николаевич, Куйбышевская область
27. Селиверстов, Иван Андреевич, Приморский край
28. Селялина, Татьяна Михайловна, Мурманская область
29. Семёнов, Пётр Павлович, Красноярский край
30. Семёнова, Евдокия Семёновна, Псковская область
31. Сергеева, Ксения Павловна, Великолукская область
32. Серенко, Никита Васильевич, Алтайский край
33. Сивоконь, Мария Николаевна, Краснодарский край
34. Сидельников, Михаил Ефремович, Приморский край
35. Сидоров, Иван Александрович, Ярославская область
36. Сидоров, Пётр Михайлович, Великолукская область
37. Сидорова, Нина Владимировна, Курская область
38. Сизова, Александра Васильевна, Ульяновская область
39. Симанова, Александра Васильевна, Свердловская область
40. Синенко, Михаил Денисович, Ульяновская область
41. Сисина, Мария Ивановна, Пензенская область
42. Ситников, Георгий Семёнович, Свердловская область
43. Сиушкина, Мария Фроловна, Ставропольский край
44. Скачков, Иван Михайлович, Московская область
45. Скляров, Максим Гаврилович, Особый избирательный округ
46. Скоморохов, Андрей Павлович, Рязанская область — старейший горняк-навалоотбойщик треста «Октябрьуголь»
47. Скрипко, Клавдия Трифоновна, Ростовская область
48. Славина, Варвара Фёдоровна, Тульская область
49. Слимон, Николай Филиппович, Великолукская область
50. Смирнов, Александр Харитонович, Костромская область
51. Смирнов, Ефим Иванович, Рязанская область
52. Смирнов, Николай Константинович, Пензенская область
53. Смирнова, Елена Владимировна, Вологодская область
54. Смиряев, Владимир Петрович, Пензенская область
55. Соболев, Евгений Фёдорович, Башкирская АССР
56. Соболев, Михаил Петрович, Ульяновская область
57. Сойнов, Аркадий Фадеевич, Пензенская область
58. Соколов, Алексей Гаврилович, Смоленская область
59. Соколов, Геннадий Константинович, Удмуртская АССР
60. Соколов, Иван Михайлович, Москва
61. Соколов, Леонид Иванович, Новосибирская область
62. Соколов, Тихон Иванович, Новосибирская область
63. Соколова, Августа Васильевна, Горьковская область
64. Соловьёв, Георгий Александрович, Калининская область
65. Солонин, Василий Степанович, Башкирская АССР
66. Сомов, Александр Васильевич, Чувашская АССР
67. Сорокин, Константин Леонтьевич, Особый избирательный округ
68. Сорокина, Анастасия Кузьминична, Рязанская область
69. Сотников, Всеволод Александрович, Саратовская область
70. Спиридонов, Алексей Михайлович, Хабаровский край
71. Споров, Вячеслав Яковлевич, Тамбовская область
72. Сталин, Иосиф Виссарионович, Москва
73. Старостин, Василий Михайлович, Ленинград
74. Староторжский, Александр Павлович, Брянская область
75. Старухин, Иван Порфирьевич, Кировская область
76. Старцева, Мария Елизаровна, Коми АССР
77. Статирова, Александра Тимофеевна, Челябинская область
78. Степанова, Зинаида Ивановна, Калининская область
79. Страупе, Борис Петрович, Ленинградская область
80. Стугарев, Андрей Савельевич, Кемеровская область
81. Субботин, Никита Егорович, Чкаловская область
82. Сурин, Пётр Васильевич, Куйбышев
83. Сурков, Алексей Александрович, Курская область
84. Суровой, Никита Михайлович, Московская область
85. Суханов, Михаил Михайлович, Горьковская область
86. Сухин, Василий Данилович, Грозненская область
87. Сухомлинов, Порфирий Селиверстович, Курская область
88. Сысаева, Анфиса Егоровна, Кемеровская область
89. Сячинов, Владимир Кириллович, Кабардинская АССР

## Т
1. Табаков, Николай Григорьевич, Краснодарский край
2. Тарасикова, Екатерина Георгиевна, Читинская область
3. Тарасов, Михаил Петрович, Молотовская область
4. Тарасов, Николай Павлович, Ленинград — кадровый рабочий Балтийского завода им. Орджоникидзе
5. Тарасов, Павел Сергеевич, Московская область
6. Татаринов, Дмитрий Иванович, Башкирская АССР
7. Татаринцев, Виталий Григорьевич, Ивановская область
8. Татаринцева, Елизавета Ильинична, Иркутская область
9. Тахтаров, Адильгирей, Дагестанская АССР
10. Твардовский, Александр Трифонович, Владимирская область
11. Творогов, Александр Дмитриевич, Ивановская область
12. Титова, Екатерина Фёдоровна, Челябинская область
13. Тихомиров, Виктор Васильевич, Горьковская область
14. Тихонов, Александр Яковлевич, Ленинград
15. Тока, Салчак Калбакхорекович, Тувинская автономная область
16. Толстиков, Николай Иосифович, Воронежская область
17. Томилов, Пётр Андреевич, Челябинская область
18. Тотоев, Виктор Сосланбекович, Северо-Осетинская АССР
19. Третьяков, Андрей Фёдорович, Калининская область
20. Тришкин, Андрей Андреевич, Куйбышевская область
21. Трубицын, Василий Павлович, Ставропольский край
22. Туаева, Ольга Николаевна, Северо-Осетинская АССР
23. Тюрин, Иван Павлович, Брянская область

## У
1. Ульяненко, Нина Захаровна, Курская область
2. Уразбаев, Насыр Рафикович, Башкирская АССР
3. Ушакова, Анастасия Тимофеевна, Молотовская область
4. Ушакова, Елизавета Ивановна, Московская область

## Ф
1. Фаталиев, Халиль Магомедович, Дагестанская АССР
2. Федин, Александр Андреевич, Краснодарский край
3. Фёдоров, Вениамин Фёдорович, Чувашская АССР
4. Фёдорова, Александра Фёдоровна, Чувашская АССР
5. Федосеев, Пётр Николаевич, Кемеровская область
6. Федотова, Мария Трофимовна, Астраханская область
7. Федюшин, Алексей Михайлович, Пензенская область
8. Федюнинский, Иван Иванович, Архангельская область
9. Ферин, Михаил Алексеевич, Башкирская АССР
10. Фетисова, Мария Васильевна, Куйбышевская область
11. Филиппов, Алексей Петрович, Воронежская область
12. Фирсанова, Анна Николаевна, Сталинградская область
13. Фокин, Павел Николаевич, Тамбовская область
14. Фоменко, Сергей Степанович, Читинская область
15. Фролов, Александр Сергеевич, Особый избирательный округ
16. Фронтасьев, Владимир Павлович, Смоленская область
17. Фурсов, Григорий Петрович, Воронежская область

## X
1. Хакимова, Шамсия Газиевна, Башкирская АССР
2. Хандохина, Таисия Васильена, Курская область
3. Харин, Пётр Романович, Коми АССР
4. Харитонов, Илья Степанович, Ленинградская область
5. Харитонова, Клавдия Геннадиевна, Рязанская область
6. Хворостухин, Алексей Иванович, Иркутская область
7. Хисамова, Нафиса Хадеевна, Татарская АССР
8. Хмелевский, Кузьма Михайлович, Молотовская область
9. Холодков, Василий Андреевич, Московская область
10. Холостов, Дмитрий Иванович, Псковская область
11. Хоренко, Иван Васильевич, Ростовская область
12. Храмайков, Фёдор Тихонович, Тульская область
13. Храмов, Иван Макарович, Мордовская АССР — председатель колхоза «Обновление»
14. Храпченко, Михаил Борисович, Ивановская область
15. Хрущёв, Никита Сергеевич, Красноярский край
16. Худаева, Надежда Андреевна, Горьковская область

## Ц
1. Цветкова, Вера Семёновна, Ивановская область
2. Цукаев, Николай Антонович, Приморский край
3. Цыдынжапов, Гомбожап Цыдынжапович, Бурят-Монгольская АССР
4. Цыноха, Матрёна Венедиктовна, Томская область
5. Цыремпилов, Доржи Цыремпилович, Бурят-Монгольская АССР

## Ч
1. Чабанов, Фёдор Васильевич, Алтайский край
2. Чадаев, Яков Ермолаевич, Кировская область
3. Чебриков, Иван Дмитриевич, Краснодарский край
4. Черкасов, Николай Константинович, Ленинград
5. Черкасова, Александра Максимовна, Сталинградская область
6. Черкашина, Агриппина Ивановна, Чкаловская область
7. Чернецов, Всеволод Ильич, Ленинградская область
8. Чернов, Илья Иванович, Владимирская область
9. Чернов, Михаил Васильевич, Орловская область
10. Чернов, Михаил Фёдорович, Мордовская АССР
11. Чернов, Николай Иванович, Владимирская область
12. Чернуха, Андрей Андреевич, Тюменская область
13. Чёртов, Дмитрий Филиппович, Краснодарский край
14. Чесноков, Николай Ермолаевич, Воронежская область
15. Чикина, Анна Андреевна, Московская область
16. Чирков, Викентий Николаевич, Удмуртская АССР
17. Чистяков, Михаил Николаевич, Воронежская область
18. Чубарова, Клавдия Николаевна, Хабаровский край
19. Чуева, Анна Николаевна, Башкирская АССР

## Ш
1. Шавлюгин, Федос Дмитриевич, Москва
2. Шалков, Иван Андреевич, Тульская область
3. Шаповалов, Владимир Семёнович, Кемеровская область
4. Шаров, Константин Антонович, Кемеровская область
5. Шарова, Зоя Илларионовна, Ярославская область
6. Шарова, Мария Алексеевна, Московская область
7. Шатилов, Сергей Савельевич, Пензенская область
8. Шатрова, Александра Константиновна, Молотовская область
9. Шведова, Зоя Дмитриевна, Смоленская область
10. Шверник, Николай Михайлович, Московская область
11. Шебалин, Виссарион Яковлевич, Москва
12. Шевелькова, Антонина Ивановна, Удмуртская АССР
13. Шелепин, Александр Николаевич, Горьковская область
14. Шелепина, Евгения Андреевна, Ростов
15. Шестаков, Кирилл Потапович, Красноярский край
16. Шикторов, Иван Сергеевич, Ленинградская область
17. Шиловцев, Сергей Павлович, Куйбышев
18. Шиханов, Павел Кириллович, Архангельская область
19. Шишкин, Михаил Александрович, Саратов
20. Шкирятов, Матвей Фёдорович, Тульская область
21. Шлепин, Дмитрий Кузьмич, Владимирская область
22. Шмаков, Николай Алексеевич, Омская область
23. Шмелёв, Иван Андреевич, Московская область
24. Шорохов, Владимир Никитич, Новосибирская область
25. Шостакович, Дмитрий Дмитриевич, Ленинград
26. Шпилько, Назарий Трофимович, Краснодарский край
27. Штаненко, Сергей Матвеевич, Орловская область

## Щ
1. Щёлкина, Ариадна Ефимовна, Ленинград
2. Щуров, Фёдор Петрович, Тюменская область

## Ю
1. Юдин, Михаил Васильевич, Новгородская область
2. Юдин, Павел Александрович, Брянская область

## Я
1. Яковлев, Фёдор Васильевич, Мордовская АССР
2. Якубовский, Иван Игнатьевич, Алтайский край
3. Янгиров, Марван Янгирович, Башкирская АССР
4. Яснов, Михаил Алексеевич, Москва